# Mikaël Cherel
Mikaël Cherel (* 17. března 1986) je bývalý francouzský profesionální silniční cyklista, jenž naposledy závodil za UCI WorldTeam AG2R Citroën Team.

## Hlavní výsledky
2003
Národní šampionát
 vítěz silničního závodu juniorů
Mistrovství světa
8. místo silniční závod juniorů
2004
Trophée Centre Morbihan Juniors
 celkový vítěz
2005
10. místo Lutych–Bastogne–Lutych Espoirs
2008
La Tropicale Amissa Bongo
10. místo celkově
Paříž–Corrèze
10. místo celkově
2009
Tour Down Under
10. místo celkově
2010
Paříž–Corrèze
5. místo celkově
2011
5. místo Polynormande
Tour du Limousin
9. místo celkově
2012
8. místo Grand Prix d'Ouverture La Marseillaise
2013
5. místo Polynormande
8. místo Coppa Sabatini
2014
Tour du Haut Var
6. místo celkově
6. místo La Drôme Classic
8. místo Boucles de l'Aulne
Tour of Beijing
10. místo celkově
2016
La Méditerranéenne
4. místo celkově
Tour du Haut Var
6. místo celkově
2017
6. místo Grand Prix d'Ouverture La Marseillaise

### Výsledky na Grand Tours
| Grand Tour        | 2008 | 2009 | 2010 | 2011 | 2012 | 2013 | 2014 | 2015 | 2016 | 2017 | 2018 | 2019 | 2020 | 2021 | 2022 | 2023 |
| ----------------- | ---- | ---- | ---- | ---- | ---- | ---- | ---- | ---- | ---- | ---- | ---- | ---- | ---- | ---- | ---- | ---- |
| Giro d'Italia     | DNF  | —    | —    | 62   | —    | —    | —    | —    | —    | —    | DNF  | —    | —    | —    | 23   | DNF  |
| Tour de France    | —    | —    | —    | —    | 62   | —    | 59   | 18   | 57   | —    | —    | 34   | 26   | —    | DNF  | —    |
| / Vuelta a España | —    | 25   | 62   | —    | —    | 56   | —    | 51   | —    | —    | 97   | —    | —    | 45   | —    | 56   |

| —   | Nezúčastnil se |
| DNF | Nedokončil     |
| JS  | Jede se        |